# Catafalque

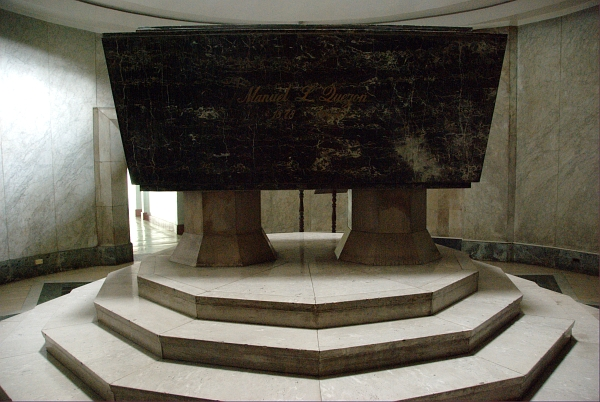
Catafalque de Manuel Quezon, 1944.

Le catafalque est une estrade funéraire supportant le cercueil, érigée provisoirement ou définitivement dans une église. Le terme provient de l'italien catafalco, signifiant « échafaudage ». L'un des catafalques les plus notables est celui dessiné pour Michel-Ange, à Florence, par ses camarades artistes en 1564. Dans l'architecture baroque, le catafalque est couronné de dais en pierre ou bois.

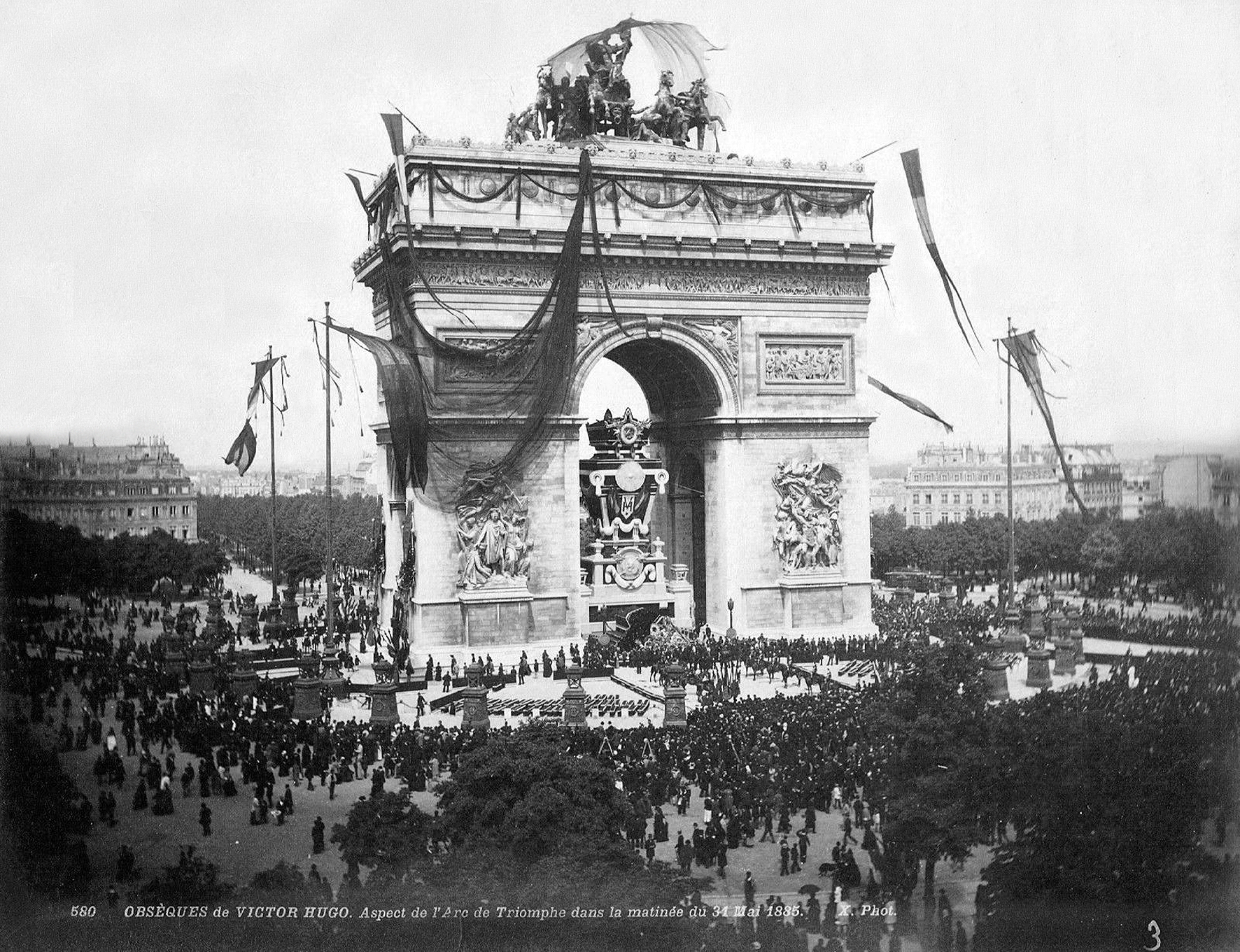
Catafalque et castrum doloris de Victor Hugo sous l’Arc de triomphe de l'Étoile, lors de ses funérailles, le 31 mai 1885.

Plus simplement, le catafalque était un coffrage de pièces de bois qui dissimulait le cercueil durant la messe de funérailles ; il était lui-même couvert par un drap noir ou violet. Ce meuble était propriété de la paroisse, de la fabrique ou d'une confrérie.

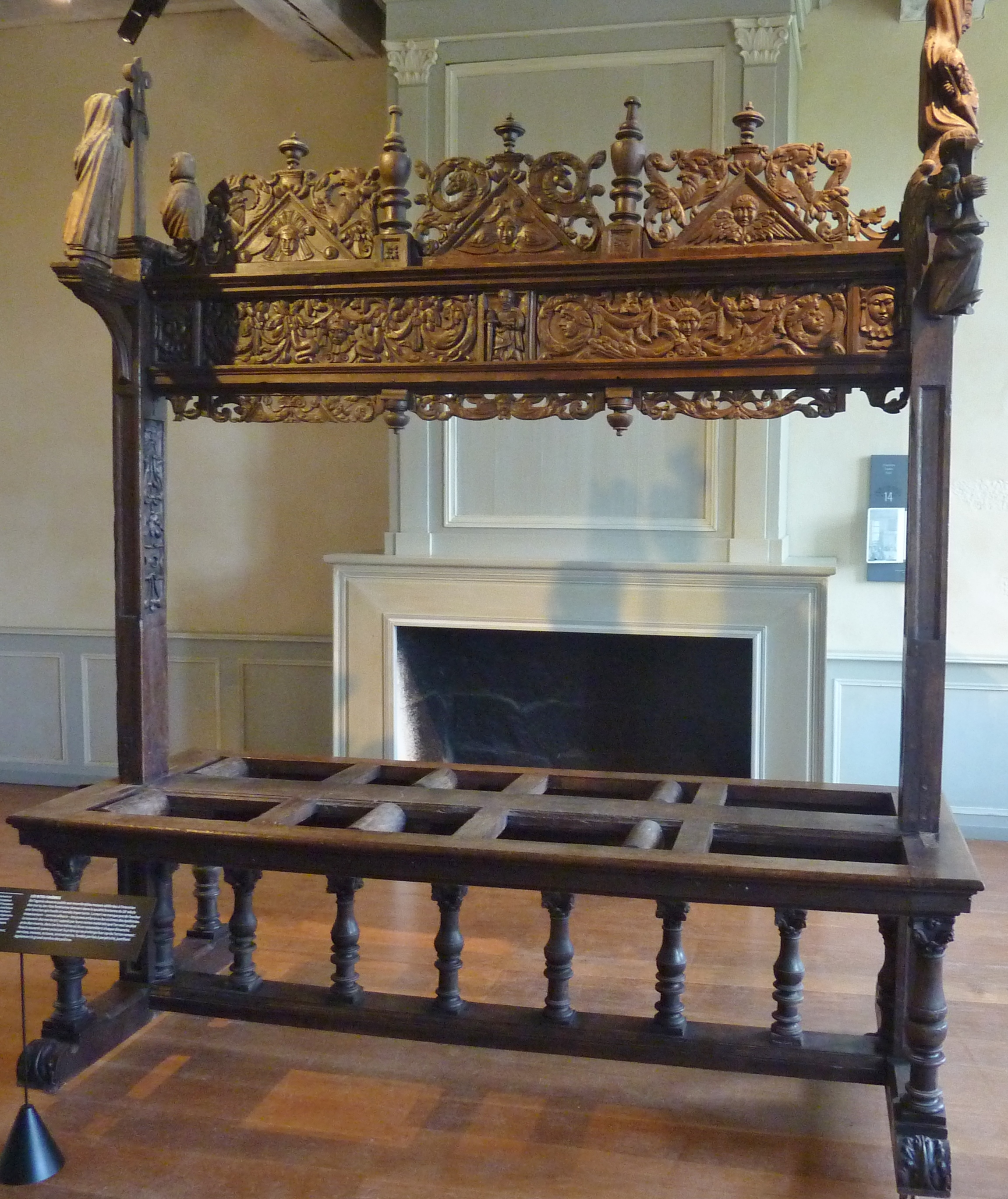
Catafalque de Trémaouézan (en chêne, seconde moitié du XVIe siècle).
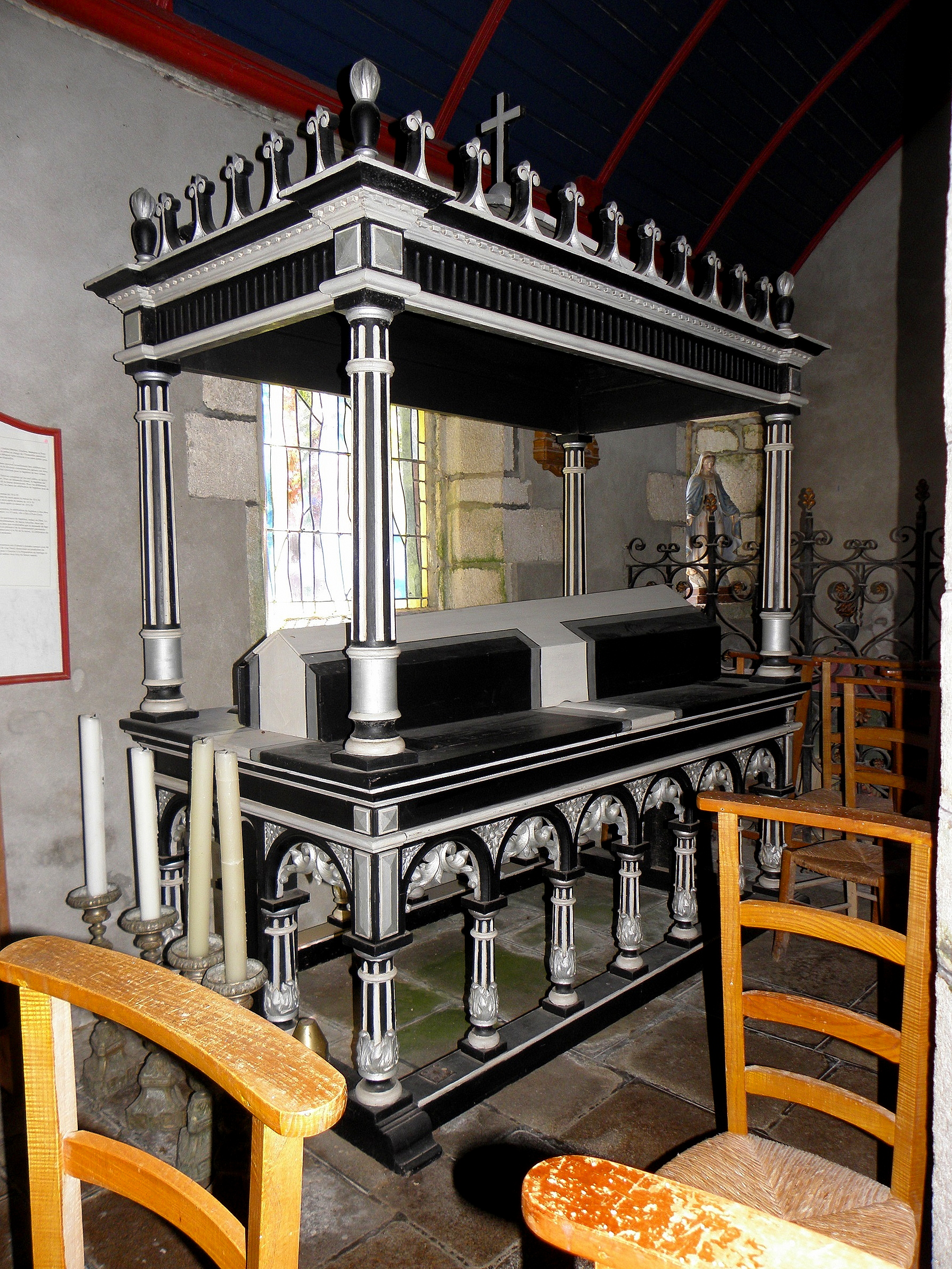
Église Saint-Goulven de Goulien : catafalque.
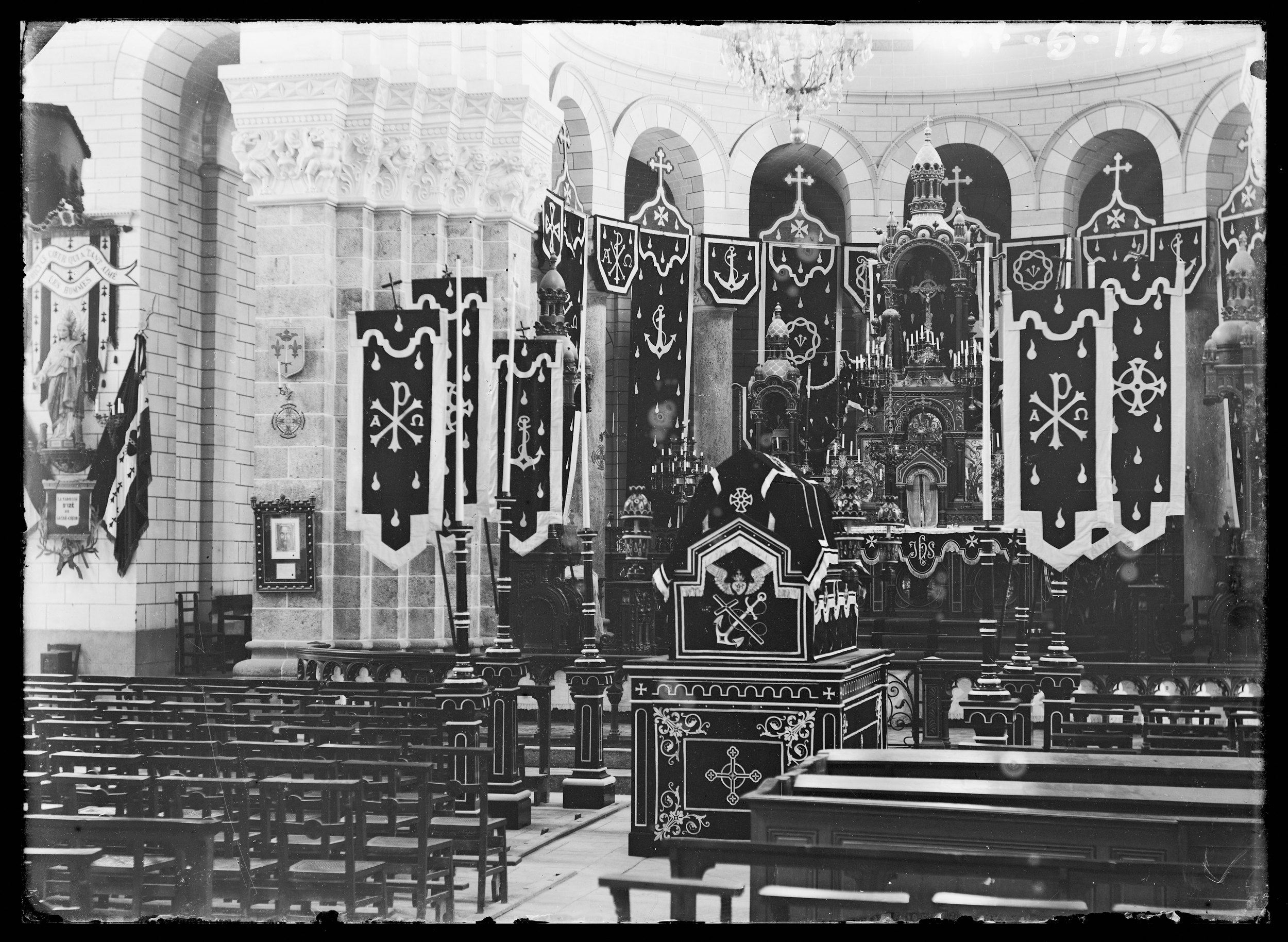
Vue intérieure de l'église de Val-d'Izé avec catafalque et décorations mortuaires, entre 1920 et 1954